# Adoracja Dzieciątka (obraz Stephana Lochnera)
Adoracja Dzieciątka – obraz, przykład gotyckiego malarstwa tablicowego, namalowany przez Stefana Lochnera. Znajduje się w zbiorach Starej Pinakoteki w Monachium.

## Wygląd
Ten niewielki obraz (wymiary 37,5 × 23,6 cm) został namalowany na desce techniką tempery. Przedstawia odzianą w błękitne szaty Marię, która w geście modlitewnym zwraca się do leżącego na jasnoszarym płótnie Dzieciątka Jezus. Delikatnie malowana twarz Marii emanuje młodością i wdziękiem. Dążenie do realizmu widać w oddaniu materii drewnianej szopy, w której kryją się osiołek i wół. Dwie grupy aniołów obserwują wydarzenie, trzech patrzy przez okno stajenki, zaś chór anielski siedzi na dachu szopy. Jeden anioł unosi się, zwiastuje przyjście Chrystusa grupie pasterzy, którzy ukazani są w głębi, po lewej stronie, za nimi widać liczne stado owiec. Przedstawienie to ma także dodatkowe znaczenie dydaktyczne – opowiada o sakramencie Eucharystii. Dzieciątko leży na białej tkaninie dekorowanej symbolami krzyża przypominającej korporał, w który zawinięta jest hostia.

## Analiza
Adoracja Dzieciątka stanowi ważniejszy przykład niemieckiego malarstwa wywodzącego się ze szkoły kolońskiej XV wieku. Daleko idąca idealizacja postaci, wysublimowana kolorystyka wreszcie miękki modelunek światłocieniowy poświadczają znajomość „stylu pięknego”, którego precedensów można szukać na zachodzie w malarstwie burgundzkim, niderlandzkim (m.in. Robert Campin i Jan van Eyck), oraz w Westfalii na wschodzie. Jego niewielkie wymiary mogą sugerować przeznaczenie do prywatnej dewocji, w sztuce późnogotyckiej przedstawienia dewocyjne cieszyły się powodzeniem zarówno wśród duchowieństwa jak ludzi dworu.